# Huernia kennedyana
Huernia kennedyana är en oleanderväxtart som beskrevs av John Jacob Lavranos. Huernia kennedyana ingår i släktet Huernia och familjen oleanderväxter. Inga underarter finns listade i Catalogue of Life.